# Granat „Karbidówka”
Karbidówka – polski ręczny granat zaczepny produkowany w warunkach konspiracyjnych przez wytwórnie: Gwardii Ludowej, Armii Krajowej i Batalionów Chłopskich.

## Opis konstrukcji
„Karbidówka” była ręcznym granatem zaczepnym. Korpus granatu stanowiła metalowa puszka od lampy karbidowej o wysokości 126 mm i szerokości 70 mm, którą rozwiercano, a górną jej część gwintowano. Takie puszki były dość powszechne w tamtym okresie, gdyż znajdowały się one praktycznie w każdym polskim domu. Następnie gotowy korpus wypełniano szedytem, ładunek wybuchowy miał masę 0,2 kg, i wkręcano zapalnik GR-31 (przedwojenny zapalnik używany w granatach: zaczepnym wz. 24 oraz obronnym wz. 33). Zawleczka podtrzymywała skróconą łyżkę zabezpieczającą zapalnik. Wybuch następował po ok. trzech sekundach. Cały granat ważył niecały kilogram, ok. 0,9 kg, a jego zasięg rażenia wynosił 20 m. Zaletą tego typu granatu była jego prostota, taniość produkcji i łatwość w użytkowaniu, z kolei wadą nieporęczność i zawodność. W ciągu wojny, od końca 1942, udało się wyprodukować ok. 100 tys. „Karbidówek”.